# メトロノーム
メトロノーム（拍節器、拍子計、ドイツ語: Metronom、イタリア語: Metronomo、英語: metronome）は、一定の間隔で音を刻み、楽器を演奏あるいは練習する際にテンポを合わせるために使う音楽用具である。拍節器（はくせつき）ともいった。

## 歴史

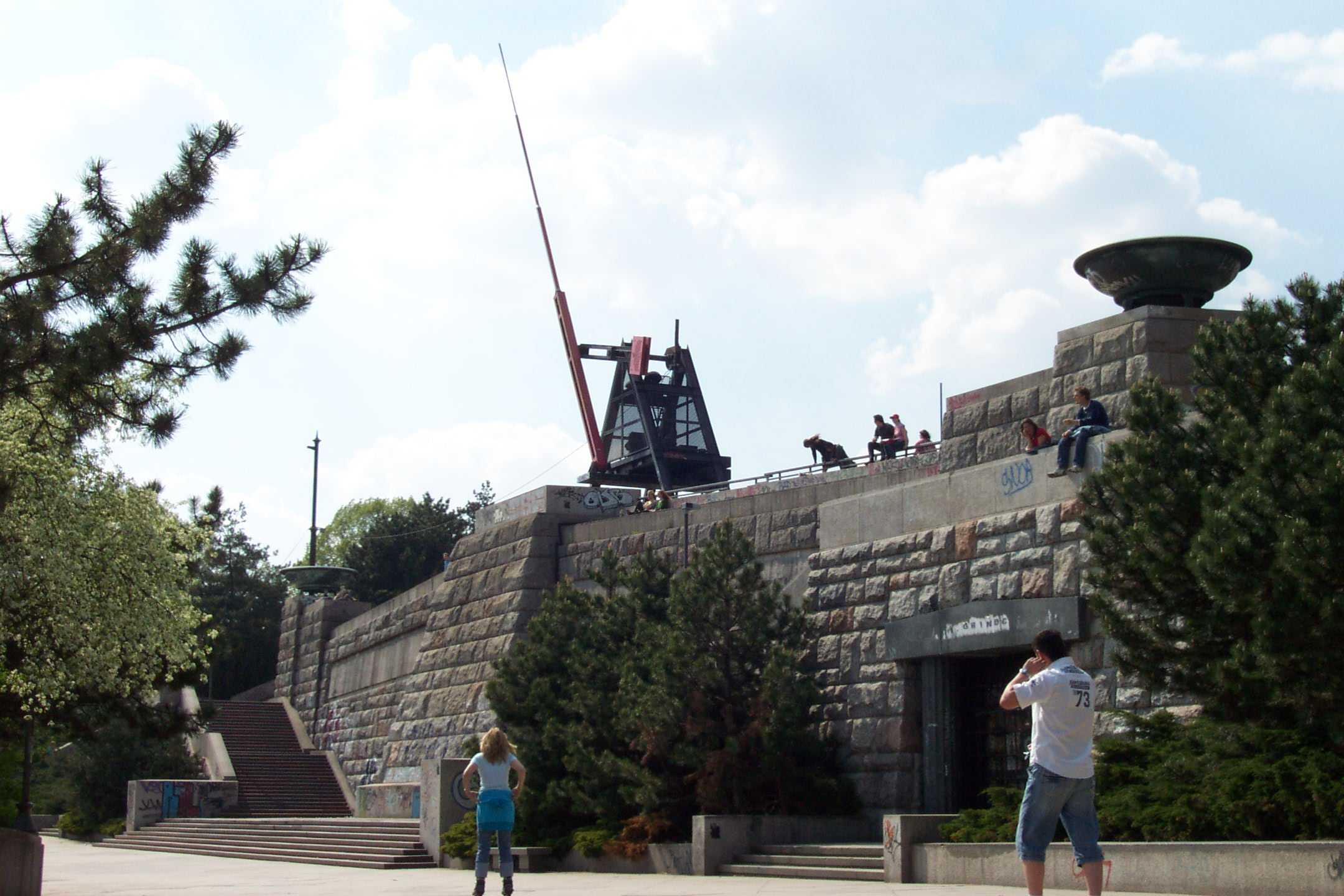
プラハにある巨大メトロノーム

オランダの発明家ディートリヒ・ニコラウス・ヴィンケルが考案し、ドイツの発明家ヨハン・ネポムク・メルツェルが1816年に特許を取得。メルツェルの友人ベートーヴェンも早速利用した。

## 楽譜とメトロノーム
メトロノームが発明されて以降、多くの楽譜に、メトロノームの数値によってテンポが示されている。たとえば、M.M.  =100または  =100とあれば、メトロノームの目盛りを100に合わせた時の四分音符のテンポを示す。これは1分間におよそ100拍であり「テンポ100」と呼ぶ。M.M.はメルツェルのメトロノーム（Mälzel's Metronom）の意味である。
また、ほとんどのメトロノームは、2拍ごと、3拍ごと、4拍ごと、6拍ごとに小さな鐘などを鳴らす機能が付いている。これを拍子に合わせて、小節の頭を知ることができるのである。
製品によっては速度記号（ラルゴやアレグロなど）が目盛りに記載されているものもある。

## 種類

### 機械式メトロノーム
機械式メトロノームは、一種の実体振り子である。おもり（固定錘）がついた振り子の腕が左右に振れる都度、「カチッ」という音が出るようになっており、この音によって演奏のテンポを合わせる。また、腕には位置を調整できるもうひとつのおもり（遊錘）が付いており、この遊錘を腕の目盛りに沿って上下することで、反復の間隔（つまりテンポの速さ）を調整する。機械式メトロノームは地球上の引力で使われることを想定（ハードコーディング、特定の動作環境を決め打ちして設計すること）されているので、重力が変化すると動作するテンポも変化する。
遊錘を移動させると重心の位置が移動するが、振り子全体が剛体である実体振り子では重心が軸に近づくにつれ周期が長くなることを利用し、単振り子（ひもの先におもりをつける振り子）に比べてとても小さいサイズで長い周期のリズムを刻めるように工夫されている。
一般的な機械式メトロノームの目盛りはほぼ等比的で、次のようになっている。
- 40 - （2刻み）- 60
- 60 - （3刻み）- 72
- 72 - （4刻み）- 120
- 120 -（6刻み）- 144
- 144 -（8刻み）- 208

日本で販売されているほとんどの機械式メトロノームは毎分 40回 - 208回までの範囲で動作する。かつてはJIS B 9803で定められていたが、この規格は1999年に廃止された。

### 電子式メトロノーム

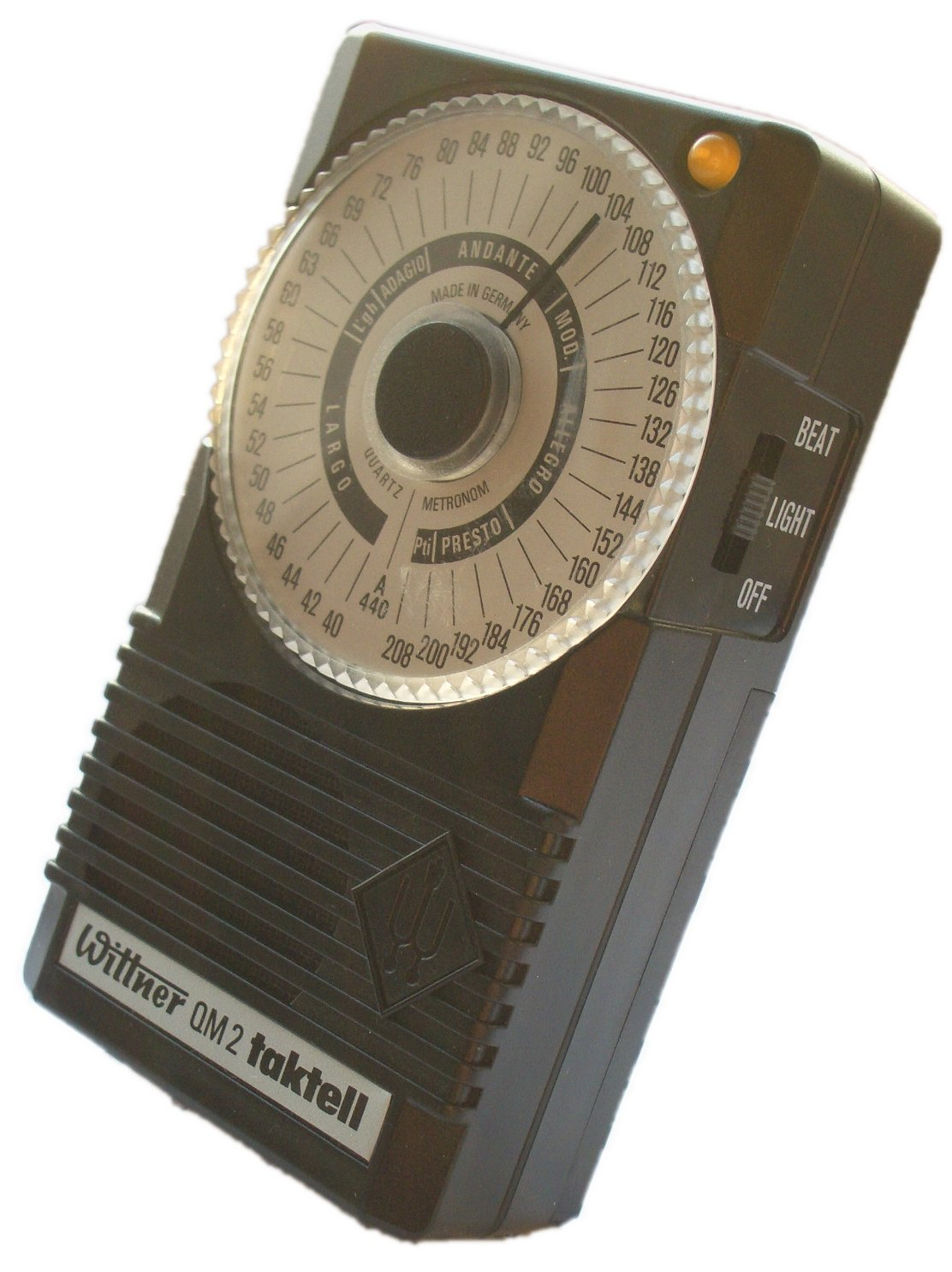
電子式メトロノームの一例

もともとは機械式のものが主流であったが、接地の傾きや長年の使用による機構の劣化により、拍（左右の振り子のタイミング）にずれが生じる事があり、最近では機械式の諸欠点を克服した電子式のものが多くなってきている。電子式は音を出すスピーカー以外の機械駆動部が無く機構の劣化が少ない。また、設置状態による影響も受けないため、色々な場所に置いて使える利点がある。機械式は設置場所の引力を地球上と決め打ち(ハードコーディング)されているので、引力の影響を受けるが、電子式は受けない。部品点数が機械式と比べると少ないため、低コストで製造することが可能である。
様々なリズムパターンに対応する事も電子式では低コストで可能である。機械式では、リズムパターンを増やす毎に内部の部品点数が増え、設計開発費及び一個あたりの材料代や製造工数が上がるが、ソフトウェアによる電子式の場合は設計開発費が上昇するだけなので、製造個数を増やせば低コストで製造可能である。
市販されている電子式のものでは、自由な範囲のテンポを設定できるが、実用的には毎分30回 - 250回程度のものが多いようである。チューナーや電子楽器に内蔵されているものもあり、電子ピアノに内蔵されたものでは毎分5回 - 500回設定できるものもある。また、スマートフォンやパソコンなどの汎用コンピュータ用のソフトウェアとして動作する物もあり、機械式メトロノームを模した画面などGUIを取り入れたものが多い。
小型のものは音楽以外の分野にも応用される。自転車でのトレーニングにおいてケイデンスの管理、ゴルフのスイング、ダンス、パチスロの攻略等に応用される。